# Lili Damita

Lili Damita um 1928 auf einer Fotografie von Alexander Binder

Lili Damita, auch Lily Damita, eigentlich  Liliane Marie Madeleine Carré (* 10. Juli 1904 in Blaye, Département Gironde, Frankreich; † 21. März 1994 in Palm Beach, Florida, Vereinigte Staaten), war eine französisch-US-amerikanische Filmschauspielerin mit Ausflügen zum österreichischen und deutschen Stummfilm.

## Leben
Lili Damita galt als eine der schönsten und glamourösesten Filmdiven ihrer Zeit (späte zwanziger, frühe dreißiger Jahre). Als Liliane Carré ließ sie sich ab 1918 an der Pariser Oper zur Tänzerin ausbilden und startete ihre Bühnenlaufbahn im Alter von 16 Jahren an Pariser Music-Halls. Bald machte sie als Tänzerin und Sängerin von sich reden. In den frühen 1920er Jahren wurde sie zielgerichtet zur Nachfolgerin der Mistinguett im „Casino de Paris“ aufgebaut, zunächst unter dem Pseudonym Damita del Rojo, anschließend auch als Lily Seslys.
Mit 17 Jahren erhielt sie ihre erste Filmrolle und nannte sich ab 1923 nur noch Lili (bzw. Lily) Damita. Der Durchbruch gelang der Künstlerin 1925 mit ihrem Wechsel nach Wien, wo der ungarische Regisseur Mihaly Kertész kurz hintereinander drei Filme (Das Spielzeug von Paris, Fiaker Nr. 13 und Der goldene Schmetterling) mit ihr drehte. Der große Erfolg brachte Lily Damita 1926 ein Filmangebot aus Berlin ein. Auch dort fand sie bis Ende der Stummfilmzeit reichlich Beschäftigung, unter anderem in einem Nebenwerk G. W. Pabsts.
In der Umbruchsphase vom Stumm- zum Tonfilm folgte die zierliche Französin einer Einladung Samuel Goldwyns und versuchte ihr Glück in Hollywood. Dort anfänglich in „einigen beachtlichen Frühwerken (Die Rettung, Die Brücke von San Luis Rey, Kampfhähne der Liebe)“ eingesetzt, versandete Lili Damitas Filmkarriere rasch. Nach ihrem letzten Film, für den sie 1937 in ihre alte französische Heimat zurückgekehrt war, ließ sich Lili Damita endgültig in den USA nieder. Zuletzt lebte sie, inzwischen an Alzheimer erkrankt, in Florida, wo sie fast 90-jährig verstarb.

## Privates
Damitas Ehemann Nr. 1 war Mihaly Kertész, der Regisseur ihrer drei österreichischen Filme (besser bekannt unter seinem amerikanisierten Namen Michael Curtiz). Die Ehe hielt genau solange wie die Dreharbeiten dauerten: von 1925 bis 1926.
Während ihres anschließenden Deutschland-Aufenthaltes kam es zu einer heftigen Liaison mit dem deutschen Kaiserenkel Prinz Louis Ferdinand, die erst auf Druck der Familie beendet wurde, da die Schauspielerin als nicht standesgemäß angesehen wurde.

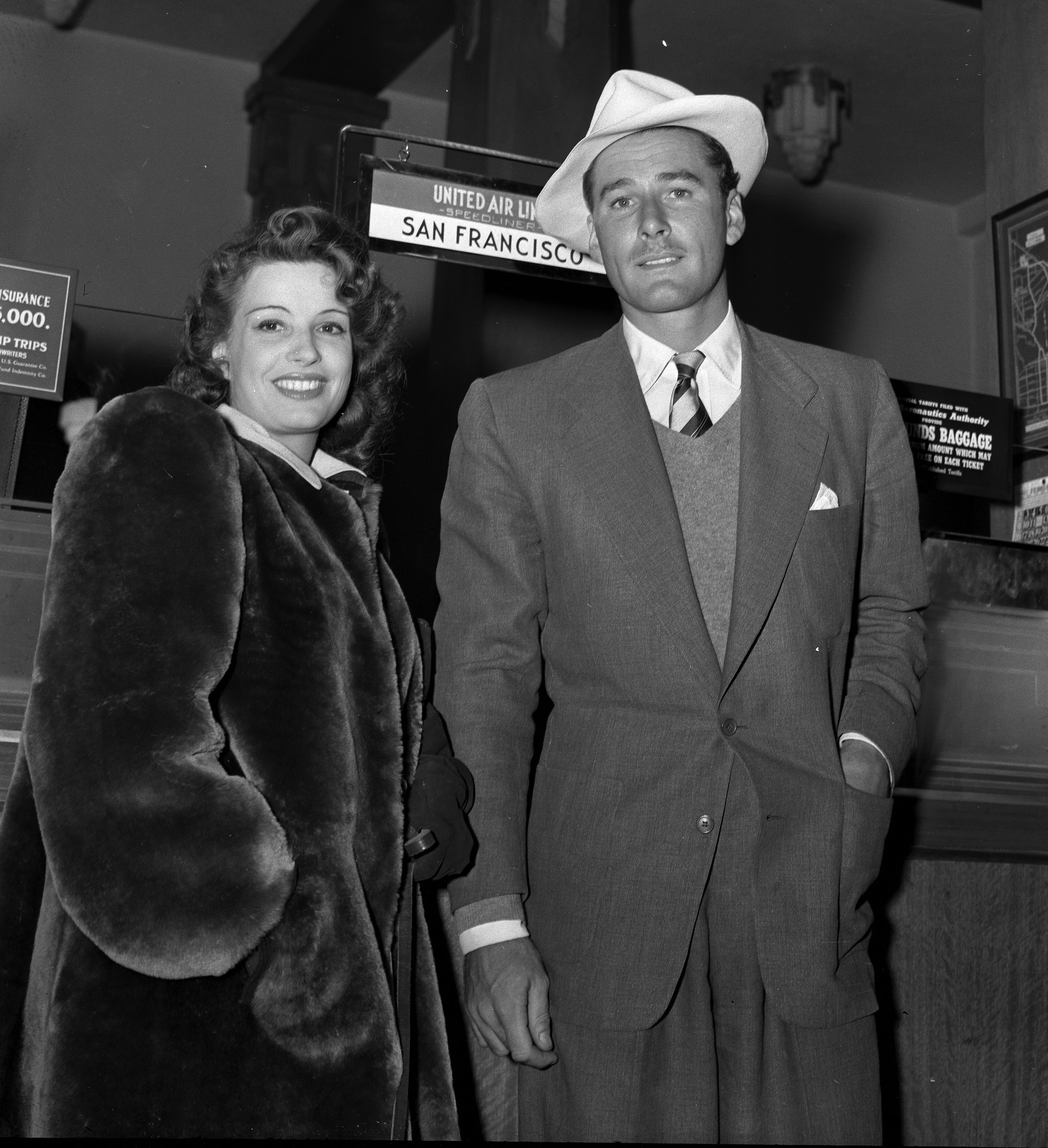
Lili Damita und Errol Flynn (1941)

Während einer ihrer Überfahrten in die USA lernte Lili Damita an Bord den bis dahin nahezu unbekannten Australier Errol Flynn kennen. Beide heirateten 1935, aus dieser Ehe ging der Schauspieler Sean Flynn hervor. Auch dank Damitas Kontakten zur Filmindustrie wurde Flynn schnell zum Hollywood-Star, ironischerweise vor allem durch seine Abenteuerfilme unter Regie von Michael Curtiz. Auch diese Ehe mit Flynn wurde 1942 geschieden.
Von 1962 bis 1983 war die zu diesem Zeitpunkt längst inaktive Künstlerin mit einem aus Iowa stammenden Milchbauern namens Allen R. Loomis verheiratet. Das Paar lebte in Beverly Hills.
Seit ihr Sohn Sean, der während des Vietnamkriegs als Bildreporter tätig war, im April 1970 von einem Einsatz nicht zurückkehrte, investierte Lili Damita ein Vermögen in die Suche nach ihm.

## Filmografie
- 1921: L’Empereur des pauvres
- 1921: Corsica
- 1922: La Fille sauvage
- 1923: La Voyante
- 1924: Le Retour
- 1925: Das Spielzeug von Paris
- 1926: Fiaker Nr. 13
- 1926: Der goldene Schmetterling
- 1926: Man spielt nicht mit der Liebe
- 1927: Die letzte Nacht (auch engl. Vers.: The Queen Was in the Parlour)
- 1927: Die berühmte Frau
- 1928: Die große Abenteurerin
- 1928: Die Frau auf der Folter
- 1929: Die Rettung (The Rescue)
- 1929: Die Brücke von San Luis Rey (The Bridge of San Luis Rey)
- 1929: Kampfhähne der Liebe (The Cock-Eyed World)
- 1930: Le Père célibataire
- 1930: Soyons gais
- 1931: Quand on est belle
- 1931: The Fighting Caravans
- 1931: The Woman Between
- 1931: Friends and Lovers
- 1932: Madame verliert ihr Kleid (This Is the Night)
- 1932: The Match King
- 1932: Une heure après de toi
- 1933: Goldie Gets Along
- 1933: Der gestohlene Millionär (On a volé un homme)
- 1934: Der Millionenprinz (Brewster’s Millions)
- 1935: Frisco Kid
- 1936: The Devil on Horseback
- 1937: L’Escadrille de la chance